# Sharp PC-1260
Sharp PC-1260, PC-1261, PC-1262 (PC-1260, PC-1261, PC-1262) је серија џепних рачунара фирме Шарп (Sharp) која је почела да се производи у Јапану током 1984. године.
Користили су CMOS SC-61860 (8bits) микропроцесорску јединицу а RAM меморија рачунара је имала капацитет од PC-1260: 4 KB / 3,198 бајтова слободно. 

## Детаљни подаци
Детаљнији подаци о рачунарима PC-1260 , PC-1261, PC-1262 су дати у табели испод.
|                       | |
| [ 1 ]                 | |
| Произвођач            | Шарп |
| Тип                   | џепни рачунар                                                                                            |
| Меморија              | PC-1260: 4 / 3,198 бајтова слободно                                                                      |
| Поријекло             | Јапан |
| Година                | 1984 |
| Тастатура             | 52 тастера, QWERTY калкулаторски тип са нумеричким падом                                                 |
| Процесор              | (8-битни)                                                                                                |
| Фреквенција процесора | 768 . |
| RAM                   | PC-1260: 4 / 3,198 бајтова слободно                                                                      |
| ROM                   | 40 KB |
| Текст                 | 2 линија x 24 знакова. (монитор са текућим кристалом), 5x7 матрица знакова                               |
| Графика               | Нема |
| Боја                  | једна боја – сива, монитор са текућим кристалом                                                          |
| Звук                  | процесором контролисани пиезоелектрични звучник, фисне фреквенције и трајања звука, преко Бејсик команде |
| Димензије             | 135 (ширина) x 70 (дубина) x 9,5 (висина) / 115 g (са батеријама и поклопцем)                            |
| Портови               | |
| Оперативни систем     | |